# Brzo klizanje na ZOI 2010.
Natjecanja u brzom klizanju na ZOI 2010. održavala su se u dvorani Richmond Olympic Oval u razdoblju od 13. do 27. veljače 2010. godine.

## Tablica medalja
| Tablica medalja u brzom klizanju (12 natjecanja) | Tablica medalja u brzom klizanju (12 natjecanja) | Tablica medalja u brzom klizanju (12 natjecanja) | Tablica medalja u brzom klizanju (12 natjecanja) | Tablica medalja u brzom klizanju (12 natjecanja) | Tablica medalja u brzom klizanju (12 natjecanja) |
| Mjesto                                           | Država                                           | Z                                                | S                                                | B                                                | Ukupno                                           |
| ------------------------------------------------ | ------------------------------------------------ | ------------------------------------------------ | ------------------------------------------------ | ------------------------------------------------ | ------------------------------------------------ |
| 1.                                               | Južna Koreja                                     | 3                                                | 2                                                | 0                                                | 5                                                |
| 2.                                               | Nizozemska                                       | 3                                                | 1                                                | 3                                                | 7                                                |
| 3.                                               | Kanada                                           | 2                                                | 1                                                | 2                                                | 5                                                |
| 3.                                               | Češka                                            | 2                                                |                                                  | 1                                                | 3                                                |
| 5.                                               | Njemačka                                         | 1                                                | 3                                                |                                                  | 4                                                |
| 6.                                               | SAD                                              | 1                                                | 2                                                | 1                                                | 4                                                |
| 7.                                               | Japan                                            |                                                  | 2                                                | 1                                                | 3                                                |
| 8.                                               | Rusija                                           |                                                  | 1                                                | 1                                                | 2                                                |
| 9.                                               | NR Kina                                          |                                                  |                                                  | 1                                                | 1                                                |
|                                                  | Norveška                                         |                                                  |                                                  | 1                                                | 1                                                |
|                                                  | Poljska                                          |                                                  |                                                  | 1                                                | 1                                                |

## Rezultati

### Muškarci
| Natjecanje | Zlato                                        | Zlato        | Srebro                                                    | Srebro   | Bronca                                                  | Bronca   |
| ---------- | -------------------------------------------- | ------------ | --------------------------------------------------------- | -------- | ------------------------------------------------------- | -------- |
| 500 m      | Mo Tae-Bum                                   | 69.82        | Keiichiro Nagashima                                       | 69.98    | Joji Kato                                               | 70.01    |
| 1000 m     | Shani Davis                                  | 1:08,94      | Mo Tae-bum                                                | 1:09,12  | Chad Hedrick                                            | 1:09,32  |
| 1500 m     | Mark Tuitert                                 | 1:45.57      | Shani Davis                                               | 1:46.10  | Håvard Bøkko                                            | 1:46.13  |
| 5000 m     | Sven Kramer                                  | 6:14.60 (OR) | Lee Seung-Hoon                                            | 6:16.95  | Ivan Skobrev                                            | 6:18.05  |
| 10000 m    | Lee Seung-Hoon                               | 12:58.55     | Ivan Skobrev                                              | 13:02.07 | Bob de Jong                                             | 13:06.73 |
| ekipno     | Mathieu Giroux Lucas Makowsky Denny Morrison | 3:41.37      | Brian Hansen Chad Hedrick Jonathan Kuck Trevor Marsicano* | 3:41.58  | Jan Blokhuijsen Sven Kramer Simon Kuipers* Mark Tuitert | 3:39.95  |

### Žene
| Natjecanje | Zlato                                                                                | Zlato   | Srebro                                | Srebro  | Bronca                                                      | Bronca  |
| ---------- | ------------------------------------------------------------------------------------ | ------- | ------------------------------------- | ------- | ----------------------------------------------------------- | ------- |
| 500 m      | Lee Sang-hwa                                                                         | 76.09   | Jenny Wolf                            | 76.14   | Wang Beixing                                                | 76.63   |
| 1000 m     | Christine Nesbitt                                                                    | 1:16.56 | Annette Gerritsen                     | 1:16.58 | Laurine van Riessen                                         | 1:16.72 |
| 1500 m     | Ireen Wüst                                                                           | 1:56.89 | Kristina Groves                       | 1:57.14 | Martina Sablikova                                           | 1:57.96 |
| 3000 m     | Martina Sablikova                                                                    | 4.02.53 | Stephanie Beckert                     | 4:04.62 | Kristina Groves                                             | 4:04.84 |
| 5000 m     | Martina Sablikova                                                                    | 6:50.92 | Stephanie Beckert                     | 6:51.39 | Clara Hughes                                                | 6:55.73 |
| ekipno     | Daniela Anschütz-Thoms Stephanie Beckert Anni Friesinger-Postma* Katrin Mattscherodt | 3:02.82 | Masako Hozumi Nao Kodaira Maki Tabata | 3:02.84 | Katarzyna Bachleda-Curuś Katarzyna Woźniak Luiza Złotkowska | 3:03.73 |

## Vanjske poveznice
- Vancouver 2010. - Brzo klizanje